# The Triptych
The Triptych es el tercer álbum de estudio del grupo estadounidense de metal alternativo Demon Hunter, lanzado en 2005.
El álbum alcanzó la posición número uno en la lista Heatseekers de Billboard durante su primera semana de lanzamiento en las tiendas, con 6000 copias vendidas, y fue relanzado el 31 de octubre de 2006. Se incluyó en las compilaciones Double Take1 (2007) y Death, a Destination (2011) de Demon Hunter.
La canción «Not I» fue incluida en la banda sonora del videojuego Killing Floor 2 en 2015.

## Listado de canciones
| LP original |                                    |              |          |  |
| N.º         | Título                             | Música       | Duración |  |
| 1.          | «The Flame That Guides Us Home»    | Demon Hunter | 0:29     |  |
| 2.          | «Not I»                            | Demon Hunter | 4:14     |  |
| 3.          | «Undying»                          | Demon Hunter | 4:18     |  |
| 4.          | «Relentless Intolerence»           | Demon Hunter | 4:02     |  |
| 5.          | «Deteriorate»                      | Demon Hunter | 5:53     |  |
| 6.          | «The Soldier's Song»               | Demon Hunter | 5:24     |  |
| 7.          | «Fire to My Soul»                  | Demon Hunter | 4:03     |  |
| 8.          | «One Thousand Apologies»           | Demon Hunter | 4:56     |  |
| 9.          | «The Science of Lies»              | Demon Hunter | 4:09     |  |
| 10.         | «Snap Your Fingers, Snap YourNeck» | Demon Hunter | 4:13     |  |
| 11.         | «Ribcage»                          | Demon Hunter | 3:46     |  |
| 12.         | «The Tide Began to Rise»           | Demon Hunter | 8:07     |  |
| 51:74       |                                    |              |          |  |

## Posicionamiento
| Año  | Listas               | Posición |
| ---- | -------------------- | -------- |
| 2005 | Billboard 200        | 136      |
| 2005 | Top Christian Albums | 10       |
| 2006 | Top Heatseekers      | 1        |

## Créditos
- Adam Ayan — Máster
- Hayley Baudrau — Voz
- Demon Hunter — Compositor
- Brandon Ebel — Productor
- Jeff Gros — Fotografía
- Zach Hodges —	Edición
- Greg Keplinger — Batería
- Aaron Mlasko — Batería
- Tyson Paoletti — A&R
- Aaron Sprinkle — Producción